# Steelrising
Steelrising est un jeu vidéo d'action-RPG développé par Spiders et édité par Nacon. Le jeu est sorti sur Windows PC, PlayStation 5 et Xbox Series en septembre 2022.

## Système de jeu
Steelrising est un jeu vidéo d'action et de rôle joué du point de vue à la troisième personne. Au fur et à mesure que le joueur progresse dans le jeu et bat les ennemis, il collectera de l'Anima Essence, qui peut être utilisée pour améliorer les armes et les compétences du joueur, bien que la mise à niveau du personnage ne puisse être effectuée qu'aux points de contrôle "Vestal" trouvés dans le monde entier. Les points de contrôle Vestal permettent également au personnage du joueur de se reposer pour reconstituer sa santé. Les joueurs sont encouragés à jouer de manière agressive dans le jeu, car l'endurance se recharge instantanément après un bref temps de recharge. Le jeu propose un "mode d'assistance", qui permet aux joueurs d'ajuster manuellement divers facteurs de gameplay afin de réduire la difficulté du jeu.

## Histoire
Dans une version alternative de la Révolution française, le roi Louis XVI a créé une armée d'automates et gouverné la ville de Paris avec la peur.

## Développement
Le jeu a été développé par le studio français Spiders, qui a précédemment publié des titres tels que The Technomancer et GreedFall. Selon la PDG et scénariste principale Jehanne Rousseau, le gameplay de Steelrising a été fortement inspiré par des jeux Soulsborne. L'éditeur Nacon a officiellement annoncé le jeu en juillet 2021. Le jeu devait initialement sortir en juin 2022, bien qu'il ait ensuite été reporté à septembre de la même année.

## Accueil
Selon l'agrégateur de critiques Metacritic, le jeu a reçu des critiques « mitigées ou moyennes »,,.